# Energa
Energa S.A. (Grupa Kapitalowa Energa) ist ein polnischer Energiekonzern mit Sitz in Danzig. Das Unternehmen produziert und vertreibt Strom und Wärmeenergie und ist am Strommarkt in Nord- und Zentralpolen beteiligt.
Energa erreicht über 3,1 Millionen Kunden.:50
Das vom Unternehmen unterhaltene Verteilnetz besteht aus Stromleitungen mit einer Gesamtleitungslänge von über 190.000 km und erstreckt sich über eine Fläche von knapp 75.000 km² – ca. 24 Prozent des Landes.:7f
Das Unternehmen ist damit sowohl gemessen an der gelieferten Energiemenge als auch an der installierten Leitungslänge und der Kundenzahl der drittgrößte Verteilnetzbetreiber in Polen.:50
Die Aktie des Unternehmens wird an der Warschauer Wertpapierbörse gehandelt und war bis zur Übernahme durch Orlen in deren Leitindizes WIG20 und WIG30 enthalten.

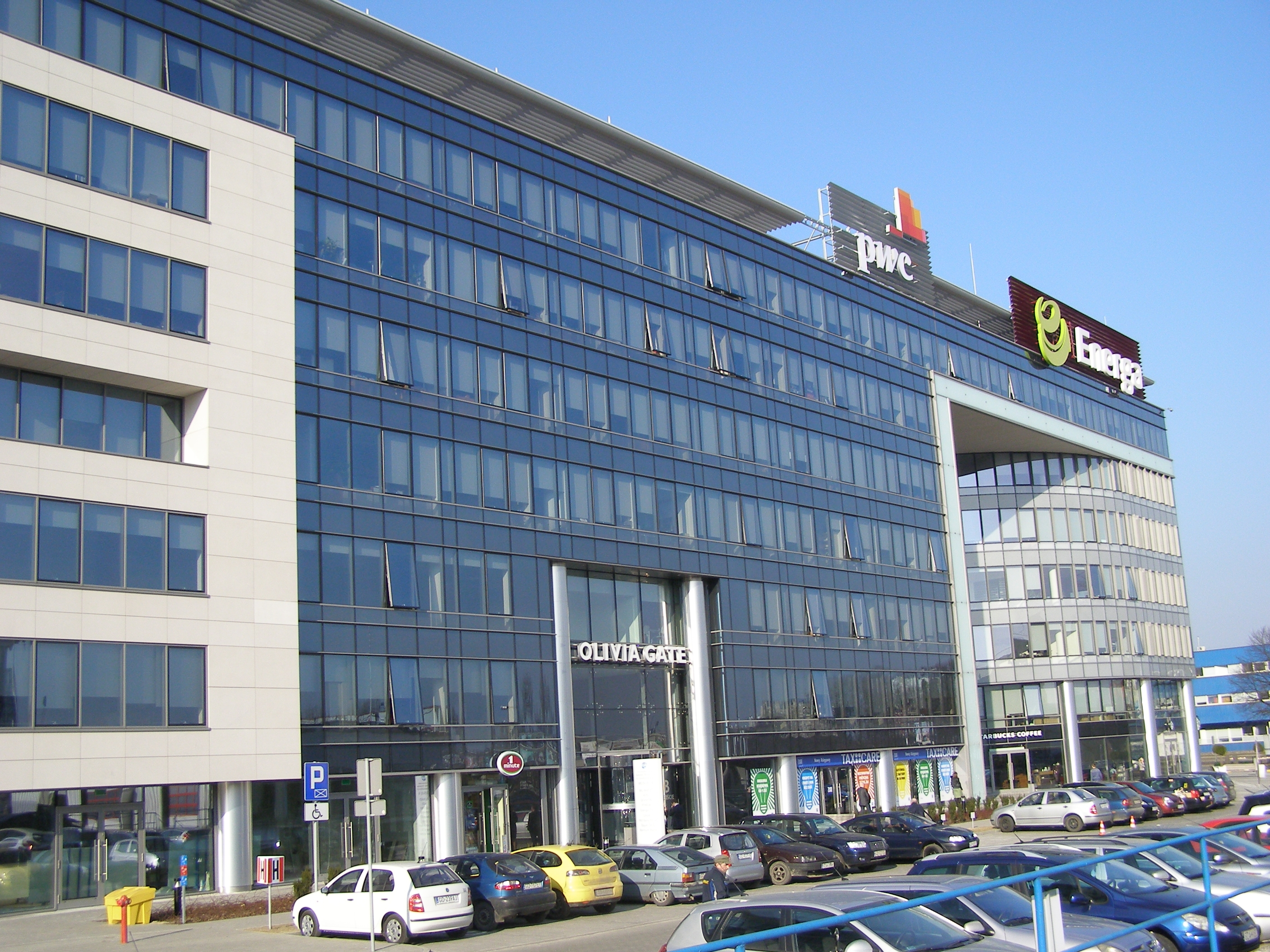
Firmenzentrale in Danzig

Verteilungsbereich Energa-hellgrün

## Geschichte
2005 erfolgte die Fusion von acht damals bestehenden Kraftwerken in Nord-, Mittel- und Ostpolen zur sogenannten Gruppe G-8, dem Ursprung der heutigen Energa-Gruppe.
Am 1. Januar 2005 hat die Koncern Energetyczny Energa SA mit Sitz in Danzig (heute Energa Operator SA) den Betrieb aufgenommen.
Auf Initiative des Finanzministeriums wurden am 6. Dezember 2006 die Koncern Energetyczny Energa SA und die Zespół Elektrownia Ostrołęka SA gegründet, die im Mai 2007 aufgrund weiterer Restrukturierungsprozesse den Status der Muttergesellschaft des Konzerns erlangten.
Energa Koncern Energa und Zespół Elektrownia Ostrołęka SA wurden ihre Tochtergesellschaften.
Energa SA wurde am 11. Dezember 2013 an der Warschauer Börse notiert. Der Wert des Börsengangs betrug 2,4 Mrd. PLN.

## Geschäftsfelder
Die Aktivitäten des Unternehmens gliedern sich in vier zentrale Geschäftsfelder::30
- Das Segment Produktion (polnisch wytwarzanie) umfasst die Aktivitäten zur Stromerzeugung im Bereich konventioneller und erneuerbarer Energien, der Erzeugung und Verteilung von Wärmeenergie sowie der Wartung und Instandsetzung der Anlagen zur Energieerzeugung.
- Der Bereich Distribution (polnisch dystrybucja) bündelt die Tätigkeiten zum Betrieb eines elektrischen Verteilnetzes
- Das Geschäftsfeld Vertrieb (polnisch sprzedaż) befasst sich mit dem Energiegroß- und Einzelhandel und der Erbringung von Beleuchtungsdienstleistungen
- Der Bereich Sonstige (polnisch pozostałe) umfasst die konzerninterne Erbringung von Dienstleistungen für die Konzernunternehmen in den Bereichen Buchhaltung, Personalwesen, Verwaltung, Informations- und Kommunikationstechnik, Finanzierung, Immobilienverwaltung, Logistik, Beschaffung und Sicherheit.

## Energiemix
Nach eigenen Angaben setzte sich der Energiemix der durch das Unternehmen vertriebenen Energie im Jahr 2019 wie folgt zusammen:
| Primärenergieträger | Anteil an der Gesamtproduktion 2019 |
| ------------------- | ----------------------------------- |
| Biomasse            | 3,50 %                              |
| Windenergie         | 19,05 %                             |
| Großwasserkraft     | 3,25 %                              |
| Kleinwasserkraft    | 0,52 %                              |
| Geothermie          | 0,00 %                              |
| Solarenergie        | 0,35 %                              |
| Biogas              | 1,18 %                              |
| Steinkohle          | 38,65 %                             |
| Braunkohle          | 24,67 %                             |
| Erdgas              | 6,42 %                              |
| Kernenergie         | 0,00 %                              |
| Sonstige            | 2,41 %                              |

## Konzernstruktur
Die Energa S.A. hält als Konzernmutter Beteiligungen an folgenden Tochtergesellschaften:
| Gesellschaft                                               | Sitz der Gesellschaft | Tätigkeitsfeld                                              | Beteiligung |
| ---------------------------------------------------------- | --------------------- | ----------------------------------------------------------- | ----------- |
| Energa-Operator SA                                         | Danzig, Polen         | Verteilnetzbetreiber                                        | 100 %       |
| Energa Operator Wykonawstwo Elektroenergetyczne Sp. z o.o. | Słupsk, Polen         | Anlagenplanung und Ausführung                               | 100 %       |
| Energa-Obrót SA                                            | Danzig, Polen         | Stromhandel                                                 | 100 %       |
| Energa Oświetlenie Sp. z o.o.                              | Sopot, Polen          | Beleuchtungsdienstleistungen                                | 100 %       |
| Energa SLOVAKIA s.r.o.                                     | Bratislava, Slowakei  | Stromhandel                                                 | 100 %       |
| Energa OZE SA (vormals: Energa Wytwarzanie SA)             | Danzig, Polen         | Energieerzeugung                                            | 100 %       |
| Energa Elektrownie Ostrołęka SA                            | Ostrołęka, Polen      | Energieerzeugung                                            | 89,64 %     |
| Energa Kogeneracja Sp. z o.o.                              | Elbląg, Polen         | Energieerzeugung                                            | 100 %       |
| Energa Ciepło Ostrołęka Sp. z o.o.                         | Ostrołęka, Polen      | Fernwärmeverteilung                                         | 100 %       |
| Energa Serwis Sp. z o.o.                                   | Ostrołęka, Polen      | Wartungs- und Instandsetzungsdienstleistungen               | 94,81 %     |
| Energa Ciepło Kaliskie Sp. z o.o.                          | Kalisz, Polen         | Fernwärmeverteilung                                         | 91,24 %     |
| CCGT Grudziądz Sp. z o.o. (vormals: EOB PGK 1 Sp. z o.o.)  | Grudziądz, Polen      | Energieerzeugung                                            | 100 %       |
| CCGT Gdańsk Sp. z o.o. (vormals: ENSA PGK 8 Sp. z o.o.)    | Danzig, Polen         | Energieerzeugung                                            | 100 %       |
| Energa Centrum Usług Wspólnych Sp. z o.o.                  | Danzig, Polen         | Verwaltungsdienstleistungen                                 | 100 %       |
| Energa Finance AB (publ)                                   | Stockholm, Schweden   | Finanzierungsdienstleistungen                               | 100 %       |
| Energa Informatyka i Technologie Sp. z o.o.                | Danzig, Polen         | Informations- und KommunikationstechnikITK-Dienstleistungen | 100 %       |
| Enspirion Sp. z o.o.                                       | Danzig, Polen         | Verwaltung, Projektentwicklung                              | 100 %       |
| Energa Logistyka Sp. z o.o.                                | Płock, Polen          | Logistik und Beschaffung                                    | 100 %       |
| Energa Invest Sp. z o.o.                                   | Danzig, Polen         | Investitionen                                               | 100 %       |
| Centrum Badawczo-Rozwojowe im. M. Faradaya Sp. z o.o.      | Danzig, Polen         | technische Entwicklung                                      | 100 %       |
| Energa Ochrona Sp. z o.o.                                  | Danzig, Polen         | Sicherheitsdienst                                           | 100 %       |

## Aktionärsstruktur
Das Grundkapital der Gesellschaft beträgt 4,522 Mrd. Złoty und verteilt sich auf 269.139.114 Inhaberaktien der Serie AA sowie 144.928.000 Namensaktien der Serie BB; der Nennwert beträgt jeweils 10,92 Złoty.:51 Die Inhaberaktien gewähren je eine Stimme auf der Hauptversammlung; die Namensaktien je zwei Stimmen. Alle Namensaktien werden vom polnischen Staat gehalten.:52
Am 20. Mai 2020 gab das Unternehmen bekannt, vom Ministerium für Staatsvermögen darüber unterrichtet worden zu sein, dass der polnische Staat die Gesamtheit der von ihm gehaltenen Aktien am Unternehmen mit Wirkung zum 30. April 2020 an den Mineralölkonzern Orlen veräußert hat. Der Staat bleibt damit indirekt an Energa beteiligt; er ist der größte Einzelinvestor von Orlen.
Orlen ist (Stand Februar 2024) mit 93,28 % der größte Einzelaktionär von Energa S.A.